# براد سالمون
براد سالمون (بالإنجليزية: Brad Salmon)‏ هو لاعب كرة قاعدة أمريكي، ولد في 3 يناير 1980 في بينساكولا في الولايات المتحدة.

## وصلات خارجية
- براد سالمون على موقعبيزبول رفرنس.كوم (الدوري الرئيسي) (الإنجليزية)
- براد سالمون على موقعبيزبول رفرنس.كوم (الدوري الثانوي) (الإنجليزية)